# Pseudariotus notatus
Pseudariotus notatus är en skalbaggsart som först beskrevs av Leconte 1855.  Pseudariotus notatus ingår i släktet Pseudariotus och familjen ögonbaggar. Inga underarter finns listade i Catalogue of Life.